# Песко Санита
Пѐско Санѝта (на италиански: Pesco Sannita; на неаполитански: u Piesc'h', у Пиешкъ) е село и община в Южна Италия, провинция Беневенто, регион Кампания. Разположено е на 393 m надморска височина. Населението на общината е 2081 души (към 2010 г.).